# Obres escèniques de Schubert

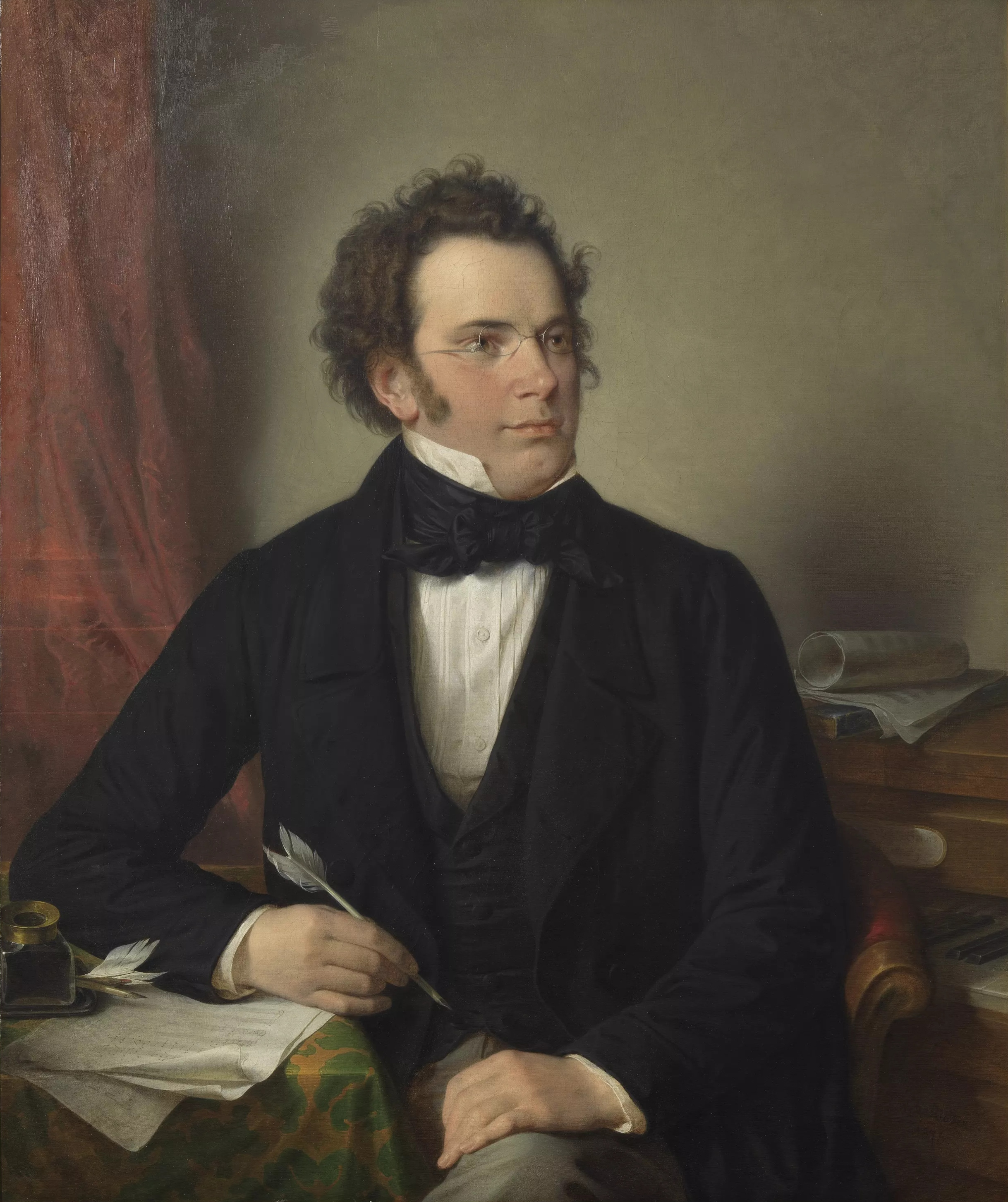
Oli amb un retrat de Franz Schubert per Wilhelm August Rieder (1875)

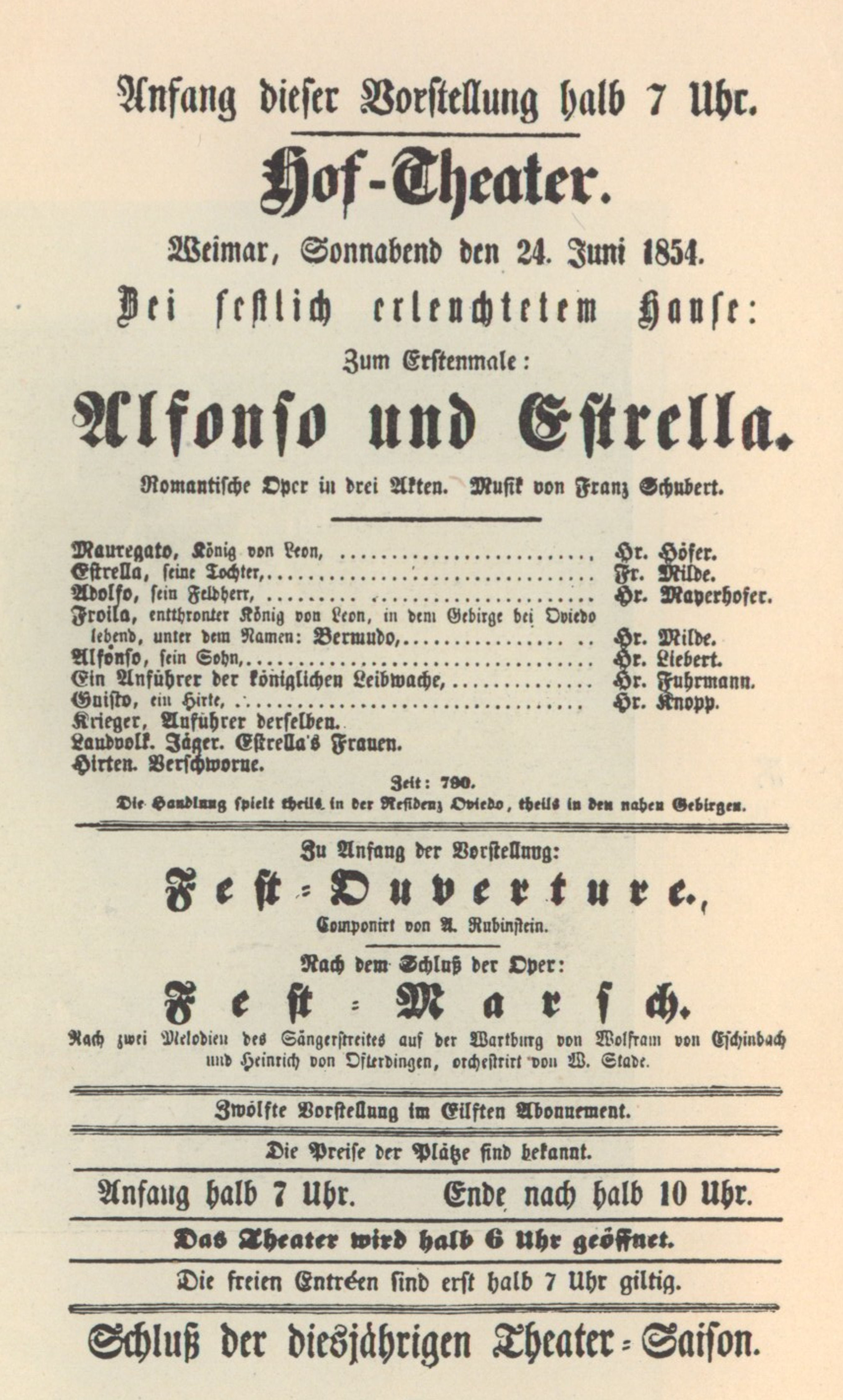
Cartell anunciant Alfonso und Estrella, a Weimar (1854), dirigida per Liszt

Franz Schubert va compondre bastantes obres escèniques. La més coneguda és la música incidental per a Rosamunde. Va obtenir menys èxit en els sues projectes d'òperes i singspiels. D'altra banda, alguns del seus Lieder, com "Gretchen am Spinnrade", estan basats en textos escrits per al teatre.

## Música incidental i obertures per al teatre

### Obertura per aDer Teufel als Hydraulicus
D 4, Overture to the vocal comedy Der Teufel als Hydraulicus per a orquestra (1812?)

### Dau Zauberharfe
D 644, música per al Zauberspiel Dau Zauberharfe per a tenor, 6 veus parlades, cor mixt i orquestra (1820, en 3 actes: Obertura al 1r i 3r actes, i 13 números; l'obertura al 1r acte coneguda com l'Obertura "Rosamunde" també s'utilitza a D 797)
Akt I
Ouvertüre
1. Chor der Troubadours: Harfentöne laßt erklingen
2. Chor der Troubadours und Ritter: Zum Saal, der goldne Becher blinkt
3. Melodram
4. Finale I: Ida gib ein Zeichen
Akt II
5. Chor der Troubadours und Ritter: Leben laßt den goldnen Wein
6. Melodram: Furie bebe!
7. Chor der Ritter: Sie Zauberin laßt uns betrügen (2 versions: 1a versió és un esbós)
8. Melodram: Da zieh’n sie hin in heller Mondennacht
9. Finale II. Romanze des Palmerin: Was belebt die schöne Welt? (2 versions: la 1a versió és un esbós; la NSA també afegeix una versió per a concert alternativa); Chor der Genien: Schlafe, Liebliche
Akt III
Ouverture zum dritten Akt
10. Melodram: Geschlossen ist der Bund
11. Melodram hinter den Kulißen
12. Melodram: Wohlan! Euer Verlangen werde erfüllt!
13. Finale III. Schlußgesang: Durch der Töne Zaubermacht

### Rosamunde
D 797, música per Schauspiel Rosamunde, Fürstin von Zypern, per a contralt, cor mixt i orquestra (1823, Obertura i 9 números; publicada primer com a Op. 26)
Ouvertüre (from D 644)
1. Entre-Acte nach dem I. Aufzug (possiblement el 4t moviment de la Simfonia (núm. 8) en si menor, D 759)
2. Ballett
3a. Entre-Acte nach dem II. Aufzug
3b. Romanze: Der Vollmond strahlt auf Bergeshöh’n
4. Gesiterchor: In der Tiefe wohnt das Licht
5. Entre-Acte nach dem III. Aufzug
6. Hirtenmelodien
7. Hirtenchor: Hier auf den Fluren
8. Jagerchor: Wie lebt sich’s so fröhlich im Grünen
9. Ballett

## Òperes en llengua alemanya iSingspiele

### Der Spiegelritter
D 11, Singspiel Der Spiegelritter per a 5 sopranos, 3 tenors, 4 baixos, cor mixt i orquestra (1811?, en 3 actes?; Inacabat – Existeix l'Obertura, 5 números complets i 3 fragments de l'Acte I)
Akt I
Ouvertüre
1. Introduktion: Heil Euch, Herr Ritter
2. Ensemble: Wohlan, laßt die rüstigen Gesellen (fragment)
3. Arie: Der Sonne Strahl ist warm (fragment; part of this number was anteriorment D 966)
4. Quintett: Wir gratullren
5. Arie and Terzett: Ach! es ist schön fremde Länder zu selin
6. Ensemble: Ein Sinnbild auf dem blanken Schild
7. Arie: Halte graues Haar in Ehren
8. Ensemble: So nimm, du junger Held, den silbernen Spiegel im blauen Feld (fragment d'un esbós de piano)

### Des Teufels Lustschloß
D 84, Singspiel Des Teufels Lustschloß per 3 sopranos, 2 tenors, 3 baixos, una veu parlada, cor mixt i orquestra (1814, en 3 actes: Obertura i 23 números; 2 versions; la NSA també afegeix 3 números descartats: núm. 13 de la 1a versió i núm. 7 i 23 de la 2a versió, a més d'un fragment d'un postludi orquestral)

### Adrast
D 137, Singspiel Adrast per a soprano, tenor, baix, cor d'homes i orquestra (1817, en 2 o 3 actes?; Inacabat – existeixen 13 números: 8 complets, i 5 esbossos)
Akt I
Ouvertüre
1. Introduktion: Hülfe, Hülf’! Hier ist Gefahr
2. Lied: Was kümmert mich ein sumpfig Land
3. Duett: Ja morgen, wenn die Sonne sinkt
4. Arie: Wohin zwei Liebende sich retten
5. Quartett: Kaum hundert Schritt’ von dieser Schänke
6. Terzett: Fort will ich, fort!
7. Arie: Welcher Frevel!
8. Arie: Gesundheit ist mit Muth verschwistert
9. Duett: Herr Ritter, zu Hülfe
10. Trauermusik
11. Finale I: Ach! Nun ist der Teufel los!
Akt II (l'acte sencer s'ha perdut en la 2a versió)
12a. Rezitativ: Ich lebe noch
12b. Rezitativ und Duett: Vergebens schweif’ich
13. Arie: Nie bebte vor dem nahen Tode
14a. Melodram
14b. Marsch
15a. Frauenchor: Hast du vergessen
15b. Ensemble: Noch einmal hat das Zauberspiel
16a. Trauermarsch
16b. Ensemble: Ihr wollet mich zum Tode führen
17. Finale II: Die Schöne, die dich hergesandt
Akt III
18. Szene und Aria: Ihr unsichtbaren Geister
19. Duett: O wär’ich fern
20. Ensemble: Ha, die Mörder meines Gatten
21. Duett: Hab’ ich dich wieder!
22. Terzett: Ich lach’, ich wein'
23. Finale III: Heil dem mächt’gen Triebe!

### Der vierjährige Posten
D 190, Singspiel Der vierjährige Posten per a soprano, 3 tenors, baix, veu parlada, cor mixt i orquestra (1815, dins un acte: Obertura i 8 números)
1. Introduktion: Dank dir Göttin
2. Rezitativ und Arie: Ein schlafend Kind
3. Rezitativ und Arie: War einer je der Sterblichen beglückt
4. Chor mit Solo: Dem König Heil
5. Arie: Meine Seele, die dich liebt
6. Instrumentalsatz
7. Duett: Erheitre dich
8. Szene: Wie liegst du starr und bleich
9. Rezitativ und Duett: Aus den Mermnaden (esbós)
10. Chor: Aus den Fluthen (esbós)
11. Rezitativ: Die Lyder sind (esbós)
12. Arie: […] Warum ließ ich mit dem Verruchten dich auf die Jagd? (dos fragments en esbossos)
13. Chor: "?" (esbós)

### Fernando
D 220, Singspiel Fernando per a 2 sopranos, tenor, 2 baixos, veu parlada i orquestra (1815, dins un acte: 7 números)
1. Introduktion: Mutter! Mutter! Wo bist du?
2. Arie: Läßt mich mein Verbrechen nicht schlafen?
3. Romanze: Als einst schon hinter blauer Berge Rücken
4. Duett: Wärst du mir auf immer nicht entrißen
5. Arie: Nicht der Erde Schätze lohnen
6. Duett: Vergessen sei, was uns getrennt
7. Finale: Auf dich träufle Thauesregen

### Claudine von Villa Bella
D 239, Singspiel Claudine von Vil·la Bella per a 2 sopranos, 2 tenors, 2 baixos, cor mixt i orquestra (1815, en 3 actes; incomplets. Acte I: existeixen l'Obertura i 8 números, així com un número de l'Acte II i un número de l'Acte III; els altres números van ser escrits, però s'han perdut)
Akt I
Ouvertüre
1. Introduktion: Das hast du wohl bereitet
2. Ensemble: Fröhlicher, seliger, herrlicher Tag
3. Ariette: Hin und wieder fliegen die Pfeile
4. Arie: Alle Freuden, alle Gaben, die mir heut’ gehuldigt haben
5. Arie: Es erhebt sich eine Stimme
6. Ariette: Liebe schwärmt auf allen Wegen
7. Räuberlied: Mit Mädchen sich vertragen
8. Finale I: Deinem Willen nachzugeben
Akt II
9. Ariette: Liebliches Kind, kannst du mir sagen
Akt III
10. Duett: Mich unfangt ein banger Schauer

### Dau Freunde von Salamanka
D 326, Singspiel Dau Freunde von Salamanka per a 3 sopranos, 3 tenors, 6 baixos, cor mixt i orquestra (1815, en 2 actes: Obertura i 18 números)
Akt I
Ouvertüre
1. Introduktion: Die Sonne zieht in goldnen Strahlen
2. Arie: Man ist so glücklich und so frei
3. Quartett: Morgen, wenn des Hahnes Ruf erschallt
4. Arie: Einsam schleich’ ich durch die Zimmer
5. Terzett: Lebensmut und frische Kühlung weht mir aus dem trauten Wald
6. Terzett: Freund, wie wird die Sache enden
7. Finale I: Mild senkt sich der Abend nieder
Akt II
8. Introduktion: Laßt nur alles leichtfertige Wesen
9. Lied: Guerillas zieht durch Feld und Wald
10. Arie: Aus Blumen deuten die Damen gern
11. Duett: Ein wackres Thier, das müßt ihr sagen
12. Duett: Gelagert unter’m hellen Dach der Bäume
13. Arie: Wo ich weile, wo ich gehe
14. Duett: Von tausend Schlangenbissen
15. Romanze: Es murmeln die Quellen
16. Terzett: Nichte, Don Diego da, wirbt um deine freie Hand
17. Arie: Traurig geht der Geliebte von dannen
18. Finale II: Gnäd'ge Frau, ich hab’ die Ehre

### Dau Bürgschaft
Dau Bürgschaft, D 435, és una òpera per a 4 sopranos, 3 tenors, 3 baixos, 2 barítons, cor mixt i orquestra (1816, en 3 actes; inacabat. Existeixen: 9 números de l'Acte I, 5 números de l'Acte II, i un número i un fragment de l'Acte III)
Akt I
1. Chor: Hilfe! Rettung
2. Arie: Muss ich fühlen in tiefer Brust
3. Chor: Wir dürstet der Aetna
4. Arie: Es lebe, es lebe der meutrische Thor
5. Arie: Diese Gnade dank’ ich dir
6. Arie: Ob er wohl wiederkehrt?
7. Romanze: Die Mutter sucht ihr liebes Kind
8. Duett: Wir bringen dir die Kette
9. Finale I: Du gehst in Kerker, Du?
Akt II
10. Entreakt und Arie: O Götter! O Dank Euch
11. Arie: Welche Nacht hab’ich erlebt
12. Ensemble: Horch die Seufzer unerer Mutter
13. Quartett: Hinter Büschen, hinterm Laub, Räuberlied
14. Szene und Arie: O göttliche Ruhe
Akt III
15. Entreakt
16. Ensemble: Der Abend rückt heran (fragment)

### Dau Zwillingsbrüder
D 647, Singspiel Die Zwillingsbrüder per a soprano, tenor, 3 baixos, cor mixt i orquestra (1819, en un acte: Obertura i 10 números)
Ouvertüre
1. Introduktion: Verglühet sind die Sterne
2. Duett: Vor dem Busen möge blühen
3. Arie: Der Vater mag wohl immer
4. Arie: Mag es stürmen, donnern
5. Quartett: Zu rechter Zeit bin ich gekommen
6. Arie: Liebe, theure Muttererde
7. Duett: Nur dir will ich gehören
8. Terzett: Wagen Sie Ihr Wort zu brechen
9. Quintett und Chor: Packt ihn, führt ihn vor Gericht
10. Schlußchor: Die Brüder haben sich gefunden

### Sakuntala
D 701, Òpera Sakuntala per a 14 sopranos, 3 contralts, 5 tenors, 9 baixos, cor mixt i orquestra (1820, també apareix a "Sakontala" o "Sacontala"; en 3 actes; inacabats. Existeixen esbossos d'11 números dels Actes I i II)
Akt I
1. Introduktion: Das holde Licht des Tages (esbós)
2. Arie: Du hoffest im Arme des Gatten (esbós)
3. Quintett: Hier liegen wir im Staub gebeuget (esbós)
4. Arie: Wie fühl' ich, ihr Götter (esbós)
5. Chor der Waldnymphen: Wo du wandelst (esbós)
6. Arie: Noch schläft die goldne Sonne (esbós)
7. Finale I: Sieg deinen Fahnen, König (esbós)
Akt II
8a. Terzett: Komm nur Dieb (esbós)
8b. Terzett: So liebes Brüderchen (esbós)
9. Quartett: Rosenzeit der Freuden (esbós)
10. Septett: Mit liebendem Verlangen (esbós)
11. Arie: Trauet auf Götter (esbós)

### Duet i Aria perDas Zauberglöckchen
D 723, Duet i Ària per a Hérold Das Zauberglöckchen ['Nein, nein, nein, nein, das ist zu viel';'Der Tag entflieht, der Abend glüht'] per a 2 tenors, baix i orquestra (1821)

### Alfonso und Estrella
D 732, Òpera Alfonso und Estrella per 2 sopranos, 2 tenors, baix, 2 barítons, cor mixt i orquestra (1821–1822, en 3 actes: Obertura i 34 números)
Akt I
Ouvertüre
1. Introduktion: Still, noch decket und sie Nacht
2. Arie: Sei mir gergrüßt, o Sonne
3. Chor und Ensemble: Versammelt euch, Bruder
4. Duett: Geschmückt von Glanz und Siegen
5. Rezitativ und Arie: Es ist dein streng Gebot
6. Rezitativ und Duett: Du rührst mich Theurer
7. Chor und Arie: Zur Jagd, zur Jagd!
8. Rezitativ und Arie: Verweile, o Prinzeßin (existeix una versió per a veu i piano)
9. Duett: Ja gib, vernimm mein Flehen
10. Finale I: Glänzende Waffe den Krieger erfreut
Akt II
11. Rezitativ und arie: O sing’ mir Vater [anteriorment D 683]
12. Rezitativ und Duett: Wie rühret mich dein herrlicher Gesang
13. Rezitativ und Arie: Wer bist du, holdes Wesen (existeix una versió per a veu i piano)
14. Duett: Freundlich bist du mir erschienen
15. Arie: Könnt’ ich ewig hier verweilen
16. Duett: Laß dir als Erinnerungszeichen
17. Chor und Ensemble: Stille, Freunde, seht euch vor
18. Chor und Arie: Wo ist sie, was kommt ihr zu künden?
19. Ensemble: Die Prinzeßin ist erschienen
20. Duett und Chor: Darf Dich dein Kind umarmen?
21. Arie: Herrlich auf des Berges Höhen
22. Finale II: Sag’, wo ist er hingekommen
Akt III
23. Introduktion
24. Duett: Hörst du rufen?
25. Duett: Du wirst mir nicht entrinnen
26. Terzett und Chor: Welche Stimme
27. Duett: Doch nun werde deinem Retter
28. Rezitativ und Duett: Ja ich, ich bin gerettet
29. Duett mit Chor: Wehe, wehe! Meines Vaters Schaaren seh’ich
30. Ensemble: Sie haben das Rufen vernommen
31. Rezitativ und Ensemble: Was geht hier vor
32. Arie: Wo find ich nur den Ort
33. Duett: Kein Geist, ich bin am Leben
34. Terzett: Empfange nun aus meiner Hand; Finale III: Was hör’ ich, welche Klänge

### Dau Verschworenen
D 787, Singspiel Dau Verschworenen per 4 o 5 sopranos, 2 contralts, 2 o 3 tenors, 2 baixos, cor mixt i orquestra, Der häusliche Krieg (1823, en un acte: 11 números)
Ouvertüre (fragment)
1. Duett: Sie ist’s! Er ist’s! (2 versions; 1a versió per a soprano, tenor i orquestra; 2a versió per a 2 sopranos i orquestra)
2. Romanze: Ich schleiche bang’ und still herurn
3. Ensemble: Ihr habt auf Eure Burg entboten
4. Verschwörungschor: Ja, wir schwören
5. Marsch und Chor: Vorüber ist die Zeit
6. Ensemble: Verrätherei hab’ ich entdeckt
7. Chor der Ritter und Frauen: Willkommen, schön willkommen
8. Duett: Ich muß sie finden
9. Ariette: Ich habe gewagt und habe gestritten
10. Ariette: Gesetzt, ihr habt wirklich gewagt
11. Finale: Wie? Darf ich meinen Augen traun?; Ensemble: Ich bin beschämt

### Rüdiger
D 791, Òpera Rüdiger per a 2 tenors, cor d'homes i orquestra (1823, existeixen els esbossos de 2 números)
1. Introduktion: Durch der Ostsee wilde Wogen (esbós)
2. Duett: Ja, sie war’s, der Frauen Krone (esbós)

### Fierabras
D 796, Òpera Fierabras per 3 sopranos, 3 tenors, 3 baixos, baríton, veu parlada, cor mixt i orquestra (1823, també apareix com a "Fierrabras"; en 3 actes: Obertura i 23 números; publicat primer com a Op. 76) 
Akt I
Ouvertüre
1. Introduktion: Der Runde Silberfaden
2. Duett: O Mög’ auf froher Hoffnung Schwingen
3. Marsch und Chor: Zu hohen Ruhmespforten
4. Ensemble
a. Rezitativ und Chor: Die Beute laß, o Herr
b. Ensemble: Des Krieges Loos hat Euch
c. Erzählung: Am Rand der Eb’ne
d. Ensemble: Der Landestöcher fromme Pflichteu
e. Quartett mit Chor: Dem Erfolg vertrauen
5. Duett: Laß uns mutvoll hoffen
6. Finale I
a. Romanze: Der Abend sinkt auf stiller Flur
b. Rezitativ und Arie: Was quälst du mich, o Mißgeschick
c. Ensemble: Doch horch, was regt sich
d. Terzett: Ha, hier waltet ein Verrath
e. Rezitativ: Nun faßet Muth
f. Rezitativ und Terzett: Wie? Emma hier?
g. Quartett mit Chor: Fort zum Siegesreigen
Akt II
7. Lied mit Chor: Im jungen Morgenstrahle
8. Rezitativ, March und Ensemble: Beschloßen ist’s, ich löse seine Ketten!; Duett mit Chor: Was ist ihm geschehen?
9. Duett: Weit über Glanz und Erdenschimmer
10. Quintett: Verderben denn und Fluch
11. Chor: Laßt Friede in die Hallen
12. Terzett mit Chor: Im Tode sollt ihr büßen
13. Arie: Die Brust, gebeugt von Sorgen
14. Chor a capella: O theures Vaterland!
15. Melodram
a. Melodram. Rezitativ und Ensemble: Ha, was ist das?
b. Duett mit Chor: Selbst an des Grabes Rande
16. Chor und Melodram: Der Hoffnung Strahl, den du gegeben
17. Finale II
a. Terzett und Chor: Uns führt der Vorsicht weise Hand
b. Melodram: Schützt ihn, ihr ew’gen Mächte
Akt III
18. Chor: Bald tönet der Reigen
19. Quartett: Bald wird es klar
20. Terzett: Wenn hoch im Wolkensitze
21. Arie mit Chor: Der Jammers herbe Qualen; Marcia funebre und Ensemble (l'última part d'aquest número, "Laß dein Vertrauen nicht schwinden", anteriorment era la D 333)
22. Chor und Ensemble: Der Rache Opfer fallen
23. Finale III
a. Rezitativ: Er ist mein Vater
b. Ensemble: Der Sieg begleitet meine tapfern Heere
c. Nun laßt des langersehnten Glücks uns freuen

### Der Graf von Gleichen
D 918, Òpera Der Graf von Gleichen per a 4 sopranos, 2 tenors, 6 baixos, cor mixt i orquestra (1827, en 2 actes; inacabada. Existeixen esbossos d'11 números de l'Acte I i 9 de l'Acte II)
Akt I
1. Introduktion: Es funkelt der Morgen (esbós)
2. Rezitativ und Cavatine: O Himmel kannst du mir; Mein Weib, o Gott (esbós)
3. Terzett: Wart nur wart (esbós)
4. Duett: Ein Schiff? ein Schiff? (esbós)
5a. Arie: Ihr Blumen, ihr Bäume (esbós)
5b. Rezitativ und Duettritornell: Suleika! Mein Herr und Freund! (esbós)
5c. Duett: Ich wünscht um dich zu schmücken (esbós)
6. Marsch, Rezitativ, Arie und Chor: Ha! Was ist das? (esbós)
7. Quintett: Wie Mondlicht durch die Wolken glänzt (esbós)
8. Rezitativ und Arie: Himmel was mußt’ ich hören?; Ja ich lieb’ ihn (esbós)
9. Lied: Tausend Frauen konnt’ ich schauen (esbós)
10. Duett: Ob ich verstehe? (esbós)
11. Finale I: Sie wird kommen (esbós)
Akt II
12. Chor: Laßt uns nicht feyern (esbós)
13. Arie: Trocknet nicht Thränen der ewigen Liebe (esbós)
14. Chor: Vaterland nimm uns auf in deinen Arm (esbós)
15. Rezitativ und Arie: Burg meiner Väter; O Vater der Güte (esbós)
16a. Rezitativ und Duett mit Chor: Wo ist er?; Laß ab mir sprengts die Brust (esbós)
16b. Rezitativ und Chor: Doch sprich, wo ist mein süßer Knabe? (esbós)
17a. Terzett: Das Zeichen wars, das er versprach (esbós)
17b. Rezitativ und Quintett: Oh sieh, sie kommt; Meine Arme öffnen sich (esbós)
18. Lied mit Chor: Vor Allem müßt ihr wissen (esbós)
19. Quartett: Gratulire! nun ich habe nichts dagegen (esbós)
20a. Rezitativ und Arie: Sie schläft; Deine Liebe, deine Milde (esbós)
20b. Duett: Wohlan! Sprich zu dem frommen Kinde (esbós)
20c. Arie: Gütter Gott nimm aus dem Herzen (esbós)
20d. Rezitativ und Duett: Angelika!; Schlage nicht die Augen nieder (esbós)
20e. Terzett: Ihr seyd bewegt was ist geschehen? (esbós)
20f. Quintett: Es geht schön im Kreise der volle Pokal (esbós)

### Der Minnesänger
D 981, Singspiel Der Minnesänger (la data és desconeguda, fragment; perdut)

### Sophie(?)
D 982, Òpera "?" Per a 2 sopranos, tenor, baix i orquestra (1819–1821?, també apareix com a "Sophie"; títol i autor del text desconeguts; existeixen esbossos de 3 números)
1. Quartett: O lang ersehnte Seligkeit (esbós)
2. Ariette: Philomele, Philomele (esbós)
3. Terzett: Wir giessen die Nelken (esbós)

## Obres en alemany

### Obres de Goethe
- De Goethe Faust: 
  - "Gretchen am Spinnrade", D 118
  - "Escena de Faust" (Szene aus ‘Faust’), D 126: al conjunt "Wie anders, Gretchen, war dir's" de Schubert (1814) com a lied per a veu i piano (dues versions) i com a duet per a veus i piano. També com a "Cantata per veu, cor i piano" o com a "Cantata per a dues veus, cor i piano" (dues versions).
  - "Der König in Thule", D 367, Op. 5, No. 5
  - "Chor der Engel", D 440
  - "Gretchen im Zwinger", D 564

### Obres per Christian Wilhelm von Schütz
- Op. posth. 124 – D 857, Dues cançons Zwei Szenen aus dem Schauspiel "Lacrimas" (2 escenes per a l'obra "Lacrimas" de Christian Wilhelm von Schütz) per a veu i piano (1825):[1]

1. "Lied der Delphine" ['Ach, was soll ich beginnen vor Liebe?']
2. "Lied des Florio" ['Nun, da Schatten niedergleiten']

## Libretti italians

### Libretti de Metastasio
Quan era alumne d'Antonio Salieri, Schubert va fer exercicis sobre llibrets italians de Metastasio.
| D     | pub.          | AGA            | NSA                    | Nom                           | Íncipit                                                            | Data               | Observacions                                                                                         |
| ----- | ------------- | -------------- | ---------------------- | ----------------------------- | ------------------------------------------------------------------ | ------------------ | --- |
| D. 17 | (1940) (1986) |                | VIII, 2 No. 37         | Exercicis de composició, D 17 | Quell' innocente figlio Arxivat 2015-09-24 a Wayback Machine.      | 1812?              | From Isacco I, "Aria dell' Angelo" — Nou arranjaments, correccions de Salieri                        |
| D. 33 | (1940)        |                | VIII, 2 No. 38         | Exercicis de composició, D 33 | Entra l'uomo allor che nasce Arxivat 2015-09-24 a Wayback Machine. | Sept-Oct 1812      | From Isacco II, "Aria di Abramo" — 6 arranjaments i un Allegretto, correccions de Salieri            |
| D. 34 | (1940)        |                | VIII, 2 No. 39         | Exercicis de composició, D 34 | Te solo adoro Arxivat 2015-09-24 a Wayback Machine.                | 5/11/1812          | De Betulia liberata II, "Aria di Achior" — 2 arranjaments (el 2n, incomplet), correccions de Salieri |
| D. 35 | (1940)        |                | VIII, 2 No. 40         | Exercicis de composició, D 35 | Serbate, o Dei custodi Arxivat 2015-09-24 a Wayback Machine.       | Oct-Des 1812       | De La clemenza di Tito I, 5 — 3 arranjaments, correccions de Salieri                                 |
| D. 42 | (1895) (1969) | XX, 10 No. 570 | IV, 6 No. 5 Anh. No. 3 | Aria di Timante               | Misero pargoletto                                                  | 1813?              | From Demofoonte III, 5 — 2 arranjaments; el 1r, hi ha 2 fragments que varien                         |
| D. 76 | (1871) (1969) | XX, 10 No. 571 | IV, 6 No. 9 Anh. No. 4 | Aria di Fronimo               | Pensa, che questo istante                                          | 13 and 7 Set. 1813 | D' Alcide al bivio, 1ª escena — 2 versions (2ª, a AGA)                                               |
| D. 78 | (1895)        | XX, 10 No. 572 | IV, 6 No. 11           | Aria di Venere                | Son fra l'onde                                                     | 18/9/1813          | From Gli orti esperdi, I                                                                             |

## Oratoris

### Lazarus, oder: Dau Feier der Auferstehung
D 689, Oratori Lazarus, oder: Dau Feier der Auferstehung per a tres sopranos, dos tenors, baix, cor mixt i orquestra (1820, en 3 actes; inacabat. Existeixen: 21 números de l'Acte I, i 8 números de l'Acte II)
Akt I
1. Introduktion
2. Hier laßt mich ruhn die letzte Stunde
3. Noch einen Augenblick?
4. Trübe nicht mit Klagen seine Seele
5. Steh’ im letzten Kampf dem Müden
6. Voll Friede, ja, voll Fried' ist die Seele
7. Kalter Schweiß rinnt von der Stirn
8. Willkommen, mein Nathanael
9. Wenn ich ihm nachgerungen habe
10. Nathanael, bewundern kann ich dich
11. O Martha, o Martha, bliebst du stiller
12. Der Trost begleite dich hinüber
13. Wenn nun mit tausendfachen Qualen
14. Gottes Liebe, du bist deine Zuversicht
15. In der Leiden bängster Nacht
16. Ach, so find' ich ihn noch
17. Jemina, Tochter der Auferstehung
18. So schlummert auf Rosen
19. Nun entflog auf schnellen Schwingen
20. So war mir, Lazarus
21. O Barmherziger, o verlass ihn nicht
Akt II
22. Introduktion
23. Wo bin ich?
24. Schon bereitet ihr Gräber
25. Wess ist der Klage Stimme
26. So weile hier, mein Freund
27. Sanft und still
28. So legt ihn in die Blumen
29. Wecke sie nicht